# 都市農業

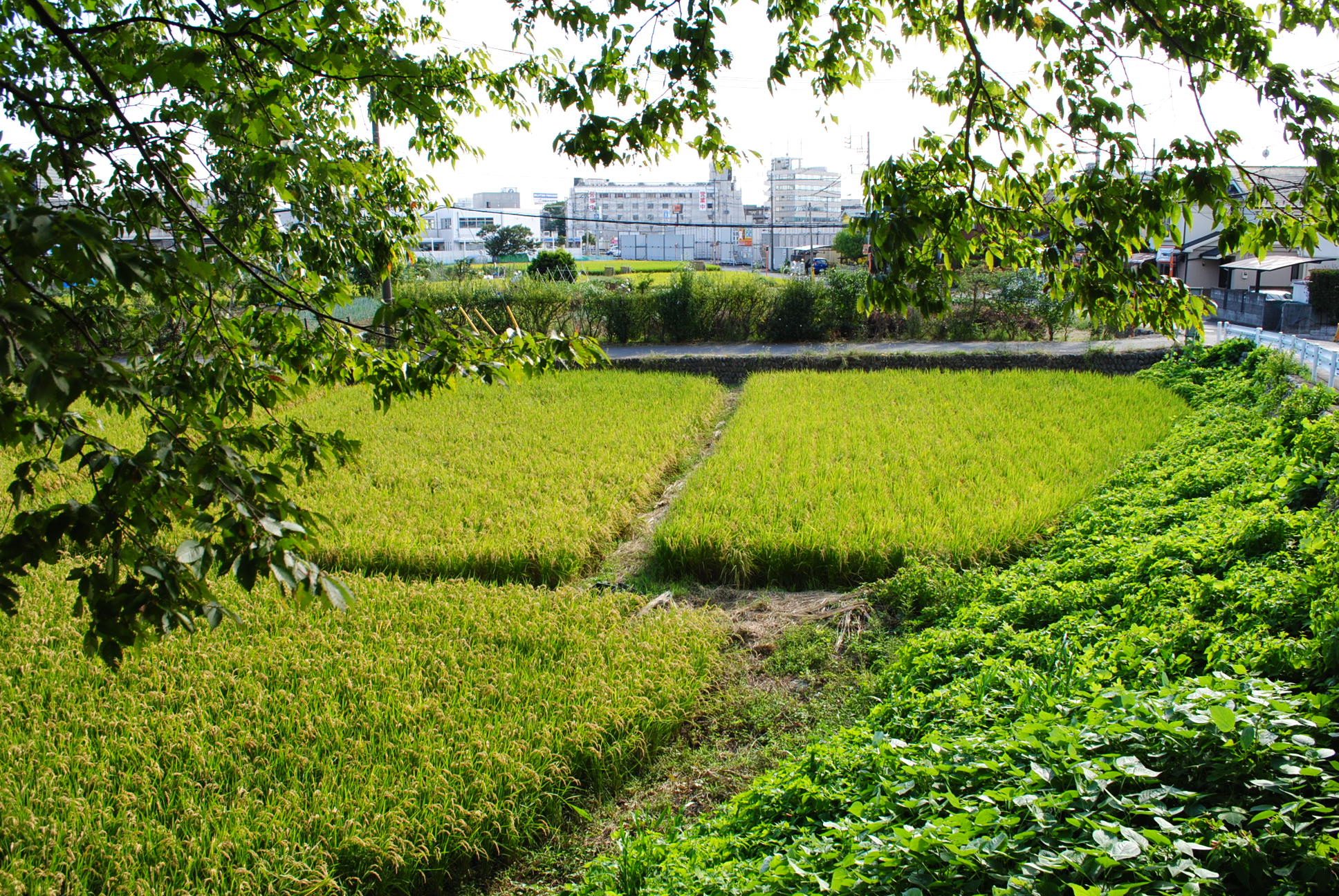
東京の水田

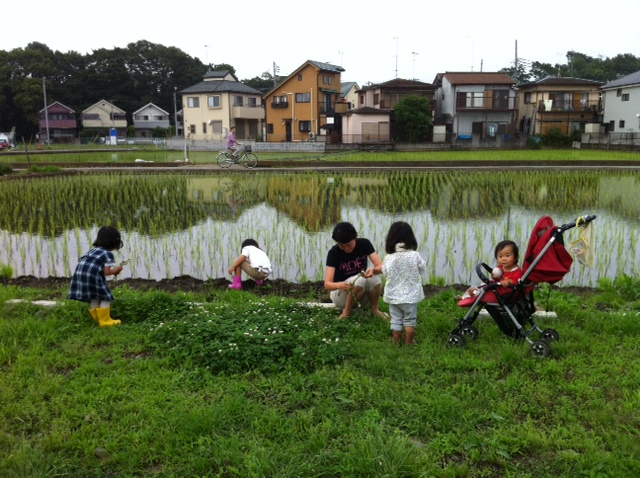
都市農業イメージ

都市農業（としのうぎょう）とは、都市の中で都市と調和しつつ存在する農業。都市の周辺の近郊農業とは特に区別している。

## 定義
農業生産面では、農林統計で用いられている都市的地域をもって都市農業とみなすことが多い（「都市的地域」は、総農家数の25％、全耕地面積の27％を占めている）。一方、農地税制面では、都市計画法第7条の市街化区域内とそれ以外の区域とで取扱いが大きく異なることから、市街化区域内で行われている農業を指して「都市農業」ということも多い。
※都市的地域とは、農林統計に用いる地域区分（農業地域類型）であり、次のいずれかを指す。
- 可住地に占めるDID（Densely Inhabited District=人口集中地区のことで、人口密度の高い（約4,000人／k㎡以上）国勢調査基本単位区が互いに隣接して、その人口が5,000人以上となる地区）面積が5％以上で人口密度500人以上またはDID人口2万人以上の旧市区町村または市町村。
- 可住地に占める宅地等率が60％以上で、人口密度500人以上の旧市区町村又は市町村。ただし、林野率80％以上のものは除く。

## 役割
都市計画法において、主たる都市計画区域は市街化区域と市街化調整区域に区分される（線引き）。このうち、市街化区域に含まれる農地については「宅地化すべきもの」とされ、いずれは消滅するものと位置づけられていた。
しかし、市街化区域の農地は広く、市街化はなかなか進まなかった。その間に、時代の流れとともに市街地に農地があることの多面的価値が認識されるようになり、都市住民を対象としたアンケートなどでも都市農地の存続を求める声が大きくなってきた。
以上の背景をうけて平成27年成立の「都市農業振興基本法」平成28年閣議決定の「都市農業振興基本計画」において市街化区域に残る農地についても「宅地化すべきもの」から「あるべきもの」へと政策を大きく転換した。各都道府県、基礎自治体においても計画的に都市農地を保全する施策がとられるよう義務付けている。
食糧生産にとどまらず市民農園・観光農園などのレクリエーションや教育・福祉・防災などの都市的課題を改善する役割を都市農業や都市農地は持っているとしている点が特徴的といえる。
都市農業の役割として次の要素があげられる。
1. 新鮮で安全な農産物の供給
2. 身近な農業体験・交流活動の場の提供
3. 災害時の防災空間の確保
4. やすらぎや潤いをもたらす緑地空間の提供
5. 国土、環境の保全
6. 都市住民の農業への理解の醸成

## 都市農業振興に関する新たな施策
都市農業を存続させ、振興させるための施策として都市農業振興基本計画では3つの方向性を提示している

### 担い手の確保
都市農業の安定的な継続のためには多様な担い手が必要となる
- 営農の意欲を有する者（新規就農者を含む）
- 都市農業者と連携する食品関連事業者
- 都市住民のニーズをとらえたビジネスを展開できる企業　など

### 土地の確保
- 都市農地を「あるべきもの」と位置づけ計画的に保全（自治体による農地買取りや税制上の措置含む）
- コンパクトシティに向けた取組との連携も検討
- 都市農地保全のマスタープランの充実など土地利用計画制度のあり方を検討

### 農業施策の本格展開
- 保全すべきとされた都市農地に対し、本格的な農業振興施策が講じられるよう方針を転換

### 講ずべき具体的施策（特徴的なもの）
- 民間企業の都市農業振興への関与の推進
- 保全すべき市街化区域内農地の市街化調整区域への編入（逆線引き）
- 貸借される生産緑地についての相続税納税猶予のあり方の検討
- 市民農園・農業公園など市民が農にかかわれる場の提供の推進

## 沿革
昭和30年代後半から40年代にかけて
高度経済成長の過程で、市街地の無秩序な外延化が全国共通課題として深刻化。
昭和43年（1968）
新しい都市計画法を制定。新法は、市街化区域は「既に市街地を形成している区域およびおおむね10年以内に優先的かつ計画的に市街化を図るべき区域」と位置付けた。審議において、市街化区域での農地課税も議論された。その結果、衆議院は「市街化区域において、市街地としての環境が整備されるに至らない地域に存する農地については、固定資産税等の課税にあたり、土地所有者の税負担が増加しないよう配慮する等農業経営の継続に支障を及ぼさないよう所要の措置を講ずること。」と、参議院も「市街化区域内の農地については、固定資産税等において過重な税負担をきたさないよう適切な措置を講ずること。」という附帯決議を行った。
昭和44年（1969）
市街化区域の認定等に係る農林漁業との調整措置等について 「調整措置等に関する方針について」（通達）を整理。
市街化区域内について、当面、営農を継続するために必要な政策を実施する。
昭和45年（1970）
農地法を改正し、市街化区域における農地転用許可は許可制から届出制となる。
昭和46年（1971）
農地の固定資産税の取扱いについて、市街化区域内農地の宅地化の促進と周辺宅地との税負担の均衡を図る観点から、地方税法が改正された。農地を地価で3つに分け、評価額が高い農地（いわゆるA農地）は昭和47年度から、B農地は昭和48年度から、残るC農地は昭和51年度から、段階的に宅地並み課税に移行することとされた。
昭和47年（1972）
市街化区域農地への宅地並み課税の実施が、農地所有者の反対、農業経営の継続と宅地化促進との調整等の理由により、1年延期されることになった。しかしその後の首相指示で、「明らかに空閑地として放置されているものに限り実施する」という、形ばかりのスタートになった。
昭和48年（1973）
市街化区域農地への宅地並み課税を、三大都市圏特定市のA農地（昭和48年度から）、およびB農地（昭和49年度から）に限り実施することとなった。
昭和49年（1974）
生産緑地法が制定された。後に平成3年の改正により、生産緑地地区内の農地では宅地並み課税が免除され、農地課税に戻ることとなる。
昭和50年（1975）
相続税納税猶予制度が創設されすべての農地を対象に猶予期限を20年とする。
昭和51年（1976）
宅地並み課税を実施している三大都市圏のA、B農地で、独自に税金の減免制度を設けている市が多いため、「A、B農地であっても、税額を農地並みに減額できる制度」を設置した。一方、まだ宅地並み課税の対象となっていない残りの市街化区域農地については、後に「農地に準じた課税」と呼ばれる制度が開始された。農地課税に関し、衆議院は「一般農地及び市街化区域農地に対する固定資産税の負担については、農業経営との関連をも考慮し、適切な措置を講ずること。」という附帯決議を行ったが、年度末の審議となった参議院は質疑応答を省略し、附帯決議も行っていない。
昭和57年（1982）
昭和51年に始めた宅地並み課税の減額制度を止め、「長期営農継続農地制度」 を創設した。（固定資産税の納税猶予）10年以上の長期営農継続の意思があり、現に耕作の用に供されている場合には、宅地並み課税と農地相当課税との差をいったん徴収猶予し、5年経過後に税額を免除。また、三大都市圏特定市のC農地のうち、評価額が高いもの（3.3平米が3万円以上）についても宅地並み課税を開始した。
昭和63年6月（1989）
閣議決定された「総合土地対策要綱」では、市街化区域内農地を「宅地化するもの」と「 保全するもの」とに明確に区分、長期営農継続農地制度の見直し。市街化区域内農地のうち保全すべき農地以外の相続税納税猶予の見直し。
平成3年（1991）
宅地供給促進が特に必要な三大都市圏について、租税特別措置法上、特定市が導入され、そこでの納税猶予廃止と併せて生産緑地法が改正され、三大都市圏の特定市については、生産緑地地区のみ固定資産税の農地課税と相続税等の納税猶予が適用（終身を条件 。）同法の改正に併せ、農政上の位置付けも整理。
具体的には、機械、施設等の導入又は設置事業については、効用が短期なものに限定せず、地域の実態に応じて必要な施策を実施。
平成11年（1999）
食料・農業・農村基本法制定
都市およびその周辺の農業について 農業生産の振興を図るために必要な施策を講ずる。
平成17年3月（2005）
食料・農業・農村基本計画閣議決定
平成26年（2014）
「都市農業基本法」（仮）の骨子が議員立法として自民党より提案。
平成27年4月（2015）
「都市農業振興基本法」衆議院本会議にて可決（全会一致）。
平成28年5月（2016）
都市農業振興基本計画閣議決定。